# Distrikt Neuhaldensleben

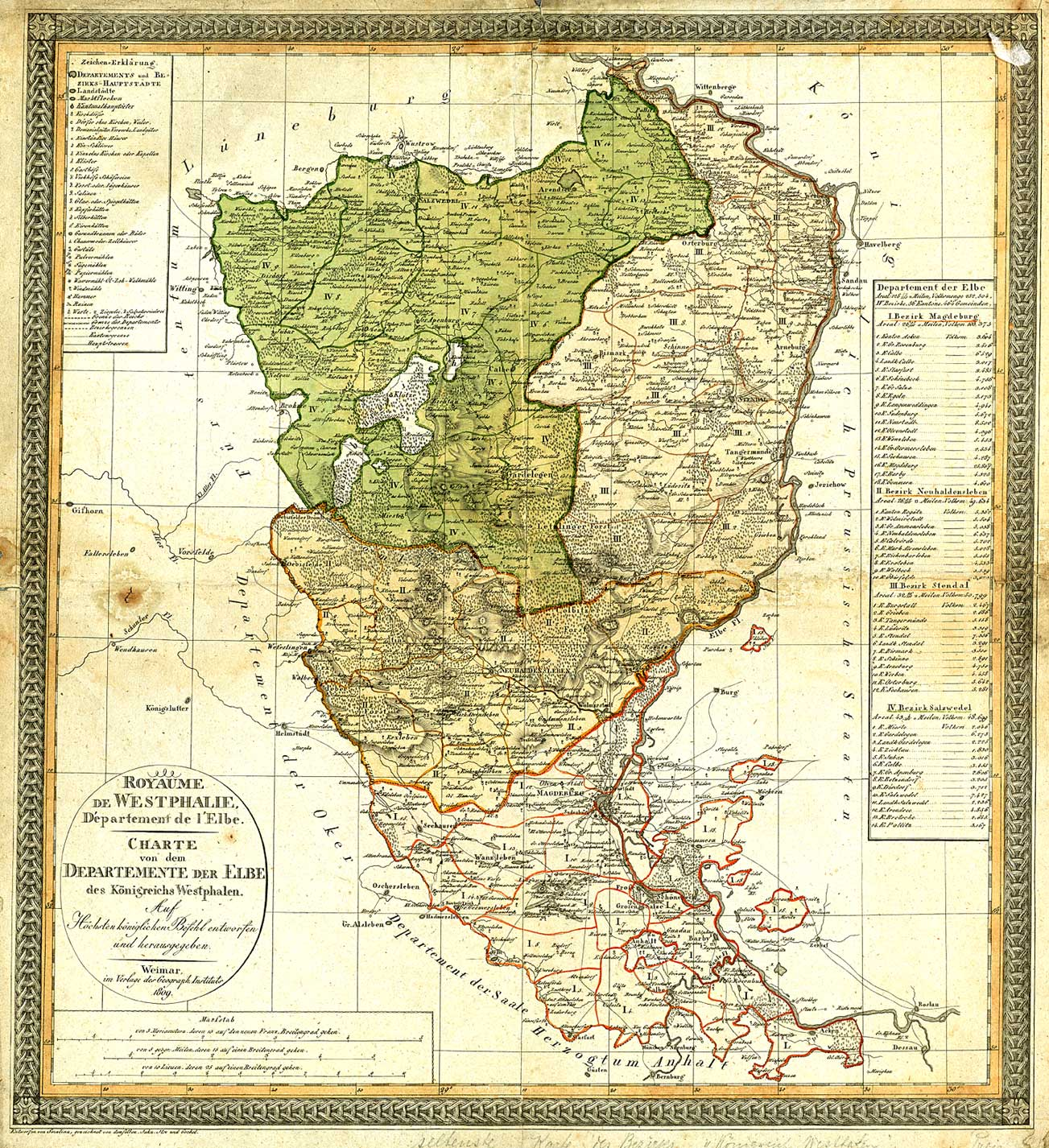
Distrikt Neuhaldensleben (orange hinterlegt)

Der Distrikt Neuhaldensleben war eine Verwaltungseinheit im Departement der Elbe im Königreich Westphalen. Er wurde durch das Königliche Dekret vom 24. Dezember 1807 gebildet und bestand bis 1813.
Im Distrikt mit dem Hauptort Neuhaldensleben lebten 1811 63.306 Menschen auf 39,39 mi². Er umfasste 4 Städte, 3 Marktflecken, 168 Dörfer, 27 Weiler und 31 Einöden mit 9916 Haushalten. Vom Glaubensbekenntnis waren 815 Menschen katholisch, 3395 reformiert und 422 jüdischen Glaubens. Der restliche Teil der Bevölkerung hatte ein evangelisches Glaubensbekenntnis.
Der Distrikt umfasste den zweiten und dritten Bezirk des magdeburgischen Holzkreises.

## Organisation
Dem Distrikt stand als Unterpräfekt der Baron Frohreich vor.

### Distriktrat
Mitglieder des Distriktrates waren die Herren:
- Bertog
- Berender
- Hükel
- Möller
- Beckmann
- von Schenk
- von Alvensleben
- Kagel
- Meinecke
- Wolfrath
- Lochnert
- Lucke

### Kantonaleinteilung
Der Distrikt wurde am 24. Dezember 1807 in 10 Kantone eingeteilt, die 102 Gemeinden, bewohnt von 47.405 Menschen, umfassten. Zum 1. September 1810 wurden die Kantone Mieste, Gardelegen (Stadt), Gardelegen (Land) und Zichtau vom Distrikt Salzwedel abgetrennt und an den Distrikt Neuhaldensleben angeschlossen. Im Jahr 1811 umfasste der Distrikt 14 Kantone mit 135 Gemeinden. Zum Ende des Jahres 1811 wurde der Kanton Zichtau mit dem Kanton Calbe im Distrikt Salzwedel zusammengelegt.
| Kanton (Hauptort)                              | Kantonmaire             | Einwohnerzahl | Fläche in mi² |
| ---------------------------------------------- | ----------------------- | ------------- | ------------- |
| Rogatz                                         | Herr Stambke            | 5289          | 3,81          |
| Wolmirstedt                                    | Herr Kamlah der jüngere | 5223          | 3,19          |
| Ammensleben                                    | Herr Konert             | 5185          | 2,19          |
| Neuhaldensleben                                | Herr Kamlah             | 5846          | 2,57          |
| Calvörde                                       | Herr Göde               | 4930          | 3,96          |
| Alvensleben                                    | Herr von Schenk         | 6538          | 3,22          |
| Eichenbarleben                                 | Herr von Alvensleben    | 5097          | 1,94          |
| Erxleben                                       | Herr von Alvensleben    | 5593          | 2,93          |
| Walbeck                                        | Herr Fahrenholz         | 3453          | 1,69          |
| Obisfelde                                      | Herr Schuppe            | 4065          | 1,12          |
| Erweiterungen bis 1810                         |                         |               |               |
| Mieste                                         | Herr Kummert            | 2144          | 2,85          |
| Gardelegen                                     | Herr Grube              | 5606          | 4,28          |
| Gardelegen-Land                                | Herr Köls               | 2139          | 3,1           |
| Zichtau (gemeinsam verwaltet mit Kanton Kalbe) | Herr von Voß            | 2498          | 2,54          |